# Стоматологічна жувальна гумка
Стоматологічна жувальна гумка — лікувальна жувальна гумка для зубів, яка нейтралізує шкідливі кислоти і сприяє ремінералізації. Зазвичай стоматологічна жувальна гумка не має в своєму складі цукру і містить, як і зубна паста, сліди мінералів, які підтримують постійну регенерацію зубів.

## Застосування і дія
Ця стоматологічна лікарська форма має ряд таких переваг:
— від жування посилюється слиновиділення, яке сприяє поліпшенню процесу травлення, ремінералізації і очищенню зубів;
— слиновиділення через зволоження порожнини рота профілактує та лікує ксеростомію;
— в залежності від пластичних і фізико-механічних властивостей самої жувальної гумки жувальні м'язи отримують рівномірне, збалансоване навантаження на зуби і ясна;
— масаж ясен сприяє кращому кровопостачанню і мікроциркуляції тканин пародонта, деякою мірою є профілактикою пародонтозу;
— вірно підібрані активні інгредієнти складу стоматологічної жувальної гумки надають відповідну лікувально-профілактичну дію на тверді тканини зубів, тканини пародонту і слизову.
У стоматологічній жувальній гумці використовуються підсолоджувачі некаріозного характеру. Це означає, що ферментація підсолоджувачів в кислоту бактеріями зубного нальоту відбувається або в дуже незначній мірі, або ферментації не відбувається зовсім. Ксиліт має підсолоджувальний ефект і не може ферментуватися бактеріями зубного нальоту. Це вирізняє ксиліт від схильних до швидкого бродіння вуглеводів, таких як сахароза, лактоза і фруктоза. Поряд із цим ксиліт здатний гальмувати розмноження бактерій і продукування кислот.
У застосуванні жувальної гумки потрібно дотримуватися правил використання і помірності. Фахівцями  рекомендовано використовувати жувальну гумку не більш 2-3 разів на день після прийому їжі не більше 5-7 хвилин.

## Відомі бренди
До відомих на сьогоднішній день лікувальних жувальних гумок відносяться:
— з фторидом для застосування в стоматологічній практиці: (Fludent/Flux (Швеція, Норвегія, Фінляндія), Fluogum (Швейцарія, Бельгія, Франція, Іспанія, Німеччина), Fluorette (Данія, Норвегія, Іспанія, США), Sensodyne Fluor (Німеччина, Австрія), Lacalut fluor (Німеччина, Швейцарія));
— з карбамідом (V6 (Західна Європа, США, Австралія, Нова Зеландія), Dirol (Центральна та Східна Європа), Endekay (Близький Схід, Велика Британія));
— з двовуглекислим натрієм (бікарбонатом натрію) (SorBits/BenBits (Данія, Швеція, Нідерланди, Бельгія, Норвегія), Oral B (Данія, Велика Британія, Німеччина), Arm&HammerDental, Trident Advantage, Dental Care (США), Ice White (Словенія, Ірландія));
— з ксилітом (V6 (Велика Британія));
— з лактопероксідазою і глюкозооксідазою (Biotene (Швейцарія, Бельгія, США));
— з дикальційфосфатом (Boots Dental Gum (Велика Британія));
— з кальціймонофосфатом (Candida (Швейцарія));
— з хлоргексидином (Vitaflo CHX, Advanced Plus, Hexit (США, Німеччина));
— з папаїном (Yotuel (Південна Америка, Іспанія, Греція, Фінляндія, Велика Британія, Близький Схід));
— з цинком (Discusdental (США));
— з цинком, Q10, бікарбонатом, хлорофілом (Dental Health (США));
— з ацетатом цинку (Zenser (Латвія, Естонія));
— з хлоридом цинку (Breath RX (США, Канада, Південна Америка));
— з мідним хлорофіліном (Clorets (Схід))